# Lớp tàu khu trục A
Lớp tàu khu trục A là một hải đội bao gồm tám tàu khu trục được chế tạo cho Hải quân Hoàng gia Anh Quốc trong Chương trình Hải quân  1927. Một chiếc thứ chín, Codrington, được chế tạo theo một thiết kế mở rộng để hoạt động như một soái hạm khu trục. Hai chiếc tương tự, Saguenay và Skeena, được chế tạo cho Hải quân Hoàng gia Canada.

## Thiết kế
Lớp tàu khu trục A là một thiết kế tiêu chuẩn của Bộ Hải quân Anh dựa trên hai chiếc nguyên mẫu Amazon và Ambuscade vào năm 1926 với yêu cầu một số thay đổi. Dàn pháo chính của chúng là kiểu bắn nhanh (QF: Quick Firring) thực sự với các tấm chắn suốt chiều dài, thay cho kiểu nạp bằng khóa nòng (BL: Breech Loading) với đạn pháo gồm hai phần riêng biệt; tháp pháo B trang bị bệ góc cao cho phép nâng đến góc 60°; và các ống phóng ngư lôi thuộc kiểu bốn nòng thay vì ba nòng. Chúng cũng mang theo thiết bị sonar, mìn sâu và dụng cụ quét mìn cao tốc. Đối với hệ thống động lực, turbine hơi nước đi đường trường riêng biệt được thay thế bằng cách bổ sung một tầng hộp số giảm tốc trên turbine chính, đồng thời trang bị một máy phát điện chạy xăng để cấp điện trong lúc hơi nước được tắt lúc ở trong cảng.
Trong thực tế, bệ tháp pháo góc cao chưa bao giờ được trang bị cũng như thiết bị sonar Asdic và hầu hết thiết bị mìn sâu. Những chiếc trong lớp nặng hơn 200 tấn so với những chiếc nguyên mẫu năm 1926, cho dù cải tiến chủ yếu chỉ là các ống phóng ngư lôi bốn nòng. Tốc độ của chúng đáng thất vọng, chỉ đạt 35 hải lý trên giờ (65 km/h), và với tải trọng đầy tải tối đa chúng chỉ đạt 31 hải lý trên giờ (57 km/h).
Acheron được trang bị nồi hơi áp lực cao 500 pound trên inch vuông (3.400 kPa)/750 °F (399 °C) của Parson để thử nghiệm hiệu quả về trọng lượng và tiết kiệm. Lượng nhiên liệu tiêu thụ đặc trưng giảm từ 0,8 lb (0,36 kg) −1 mã lực−1 giờ−1 trên những chiếc chị em xuống còn 0,6 lb (0,27 kg) −1 mã lực−1 giờ−1 Sau khi việc chạy thử máy không cho một kết quả rõ ràng, Bộ Hải quân Anh quyết định giữ lại kiểu nồi hơi áp suất thấp 300 pound trên inch vuông (2.100 kPa)/600 °F (316 °C) cho đến lúc thiết kế lớp tàu khu trục Battle vào năm 1942 và đưa vào hoạt động năm 1944, trễ hơn khoảng mười năm so với các cường quốc hải quân khác.

### Codrington
Codrington được chế tạo với một thiết kế mở rộng, dài 343 ft (105 m) thay vì 320 ft (98 m) so với những chiếc thông thường để tiếp nhận Tư lệnh Chi hạm đội khu trục (theo thông lệ là một sĩ quan cấp Đại tá của Hải quân Hoàng gia) cùng ban tham mưu của ông gồm khoảng 47 sĩ quan và thủy thủ. Nó trang bị thêm một khẩu pháo 4,7 in (120 mm) thứ năm giữa các ống khói, và với công suất 39.000 shp (29.000 kW) nó đạt được tốc độ 37,7 hải lý trên giờ (69,8 km/h) khi chạy thử máy. Tuy nhiên sự gia tăng chiều dài làm nó khó điều khiển, có đường kính lượn vòng lớn hơn nhiều so với những chiếc lớp A tiêu chuẩn và làm cho việc cơ động chi hạm đội phức tạp.

### Các con tàu Canadian
Hai chiếc của Hải quân Hoàng gia Canada được thiết kế để có tính năng tương tự những con tàu Anh cho phép chúng kết hợp hoạt động chiến thuật với nhau. Tuy nhiên, mũi tàu được gia cố những tấm thép nặng hơn để hoạt động tại vùng biển có băng, có chiều cao khuynh tâm lớn hơn để chịu đựng băng giá tích tụ trên cấu trúc thượng tầng. Chiều dài của chúng ngắn hơn 3 ft (0,9 m) so với những con tàu Anh, và trọng lượng choán nước cũng kém hơn đôi chút. Chúng được chế tạo tại xưởng tàu của hãng John I. Thornycroft & Company ở Woolston, Hampshire, có ống khói rộng với mặt hông làm thành từ những tấm lát đặc trưng riêng của xưởng này.

## Các cải biến trong chiến tranh
Những chiếc bị mất sớm trong chiến tranh: Codrington, Acasta, Acheron và Ardent hầu như không nhận được sự nâng cấp nào đáng kể. Vào năm 1941, trên những chiếc còn sống sót, chiều cao của ống khói phía sau được cắt ngắn đồng thời các ống phóng ngư lôi phía sau được thay bằng kiểu vũ khí phòng không từ thời Chiến tranh Thế giới thứ nhất: pháo QF 3 inch (76 mm) 20 cwt trên bệ HA Mark IV, một giải pháp tình thế. Một đợt nâng cấp đáng kể hơn tháo dỡ tháp pháo 'Y' và thiết bị quét mìn, thay bằng thiết bị sonar Asdic cùng đường ray thả mìn và máy ném mìn sâu 10 kiểu, và mang theo 70 quả mìn. Hai khẩu pháo phòng không Oerlikon 20 mm được trang bị, một khẩu mỗi bên mạn của cầu tàu. Tháp pháo 'A' của Achates được thay bằng súng cối chống tàu ngầm Hedgehog, đồng thời nó được trang bị radar xen-ti mét Kiểu 271 để dò tìm tàu ngầm U-boat trên mặt biển. Những chiếc khác được bổ sung radar Kiểu 286F hoặc Kiểu 290, kiểu thứ nhất có một ăn-ten cố định buộc con tàu phải đổi hướng để mở rộng góc quét dò tìm. Đến năm 1942, các con tàu Canada được tháo dỡ ngư lôi cùng các tháp pháo 'B' và 'Y', được bổ sung radar Kiểu 286, một khẩu 12 pounder, sáu khẩu Oerlikon 20 mm nòng đơn và mang theo 141 quả mìn sâu.
Đến năm 1943, Antelope được trang bị radar Kiểu 271, và trên những chiếc được trang bị radar Kiểu 286 và 290 được thay thế bằng radar Kiểu 291. Pháo 12 pounder được tháo dỡ vào khoảng năm 1943, và hầu hết được gắn thiết bị định vị cao tần (HF/DF: High Frequency Direction Finding). Pháo 20 mm nòng đơn bên mạn được thay thế bằng bệ Mark V nòng đôi vận hành bằng điện, trong khi các khẩu nòng đơn thay thế các khẩu 2 pounder cũ giữa tàu. Đến năm 1944, Active, Anthony và Antelope được trang bị một cặp pháo 6 pounder/10 cwt QF Mark I trên bệ Mark I ở vị trí tháp pháo 'B'. Kiểu vũ khí tự động này được trang bị để đối phó với mối đe dọa của tàu E-boat trong các nhiệm vụ ở bờ biển phía Đông.

## Lịch sử hoạt động
Lớp A đã phục vụ trong Chiến tranh Thế giới thứ hai, khởi đầu bằng việc bảo vệ các đoàn tàu vận tải và chống tàu ngầm tại vùng biển nhà và tại khu vực Bắc Đại Tây Dương; bảy chiếc trong số mười một chiếc của lớp đã bị mất trong chiến tranh. Acasta và Ardent bị các thiết giáp hạm Đức Scharnhorst và Gneisenau đánh chìm vào ngày 8 tháng 6 năm 1940 về phía Tây Narvik trong khuôn khổ Chiến dịch Na Uy. Codrington bị đánh chìm bởi một cuộc không kích của Đức tại Dover vào ngày 27 tháng 7 năm 1940. Acheron bị đánh chìm bởi một quả thủy lôi ngoài khơi đảo Wright vào ngày 17 tháng 12 năm 1940. Achates bị hai tàu tuần dương hạng nặng Đức Admiral Hipper và Lützow đánh chìm. Arrow bị hư hại nặng khi chiếc tàu chở đạn Fort la Monte nổ tung vào ngày 17 tháng 10 năm 1944 tại Algiers đến mức không thể sửa chữa, và nó được kéo về Taranto để tháo dỡ. Skeena bị đắm bởi một cơn bão ngoài khơi Iceland vào ngày 25 tháng 10 năm 1944. Saguenay bị hư hại nặng do một vụ va chạm với chiếc tàu buôn Azara, và được đưa về vai trò tàu huấn luyện sau khi được sửa chữa.
Những chiếc còn sống sót bị hao mòn do sử dụng trong chiến tranh, và được tháo dỡ không lâu sau khi xung đột kết thúc.

## Những chiếc trong lớp
| Tàu                       | Đặt lườn               | Hạ thủy                | Hoạt động              | Số phận                                                                                            |
| Hải quân Hoàng gia Anh    | Hải quân Hoàng gia Anh | Hải quân Hoàng gia Anh | Hải quân Hoàng gia Anh | Hải quân Hoàng gia Anh                                                                             |
| ------------------------- | ---------------------- | ---------------------- | ---------------------- | -------------------------------------------------------------------------------------------------- |
| Codrington (D65)          | 20 tháng 6 năm 1928    | 7 tháng 8 năm 1929     | 4 tháng 6 năm 1930     | Bị đánh chìm do trúng bom ngoài khơi Dover, 27 tháng 7 năm 1940                                    |
| Acasta (H09)              | 13 tháng 8 năm 1928    | 8 tháng 8 năm 1929     | 11 tháng 2 năm 1930    | Bị các thiết giáp hạm Đức Scharnhorst và Gneisenau đánh chìm ngoài khơi Narvik, 8 tháng 6 năm 1940 |
| Achates (H12)             | 11 tháng 9 năm 1928    | 4 tháng 10 năm 1929    | 11 tháng 2 năm 1930    | Bị tàu tuần dương Đức Hipper đánh chìm trong Trận chiến biển Barents, 31 tháng 12 năm 1942         |
| Active (H14)              | 10 tháng 7 năm 1928    | 9 tháng 7 năm 1929     | 9 tháng 2 năm 1930     | Bán để tháo dỡ 7 tháng 7 năm 1947                                                                  |
| Antelope (H36)            | 11 tháng 12 năm 1928   | 27 tháng 7 năm 1929    | 20 tháng 2 năm 1930    | Bán để tháo dỡ 28 tháng 1 năm 1946                                                                 |
| Anthony (H40)             | 30 tháng 7 năm 1928    | 24 tháng 4 năm 1929    | 14 tháng 2 năm 1930    | Bán để tháo dỡ 21 tháng 2 năm 1948                                                                 |
| Ardent (H41)              | 30 tháng 7 năm 1928    | 26 tháng 6 năm 1929    | 14 tháng 4 năm 1930    | Bị các thiết giáp hạm Đức Scharnhorst và Gneisenau đánh chìm ngoài khơi Narvik, 8 tháng 6 năm 1940 |
| Arrow (H42)               | 20 tháng 8 năm 1928    | 22 tháng 8 năm 1929    | 14 tháng 4 năm 1930    | Bị hư hại do vụ nổ chiếc SS Fort Lamontee tại Algiers, 4 tháng 8 năm 1943, được tháo dỡ sau đó     |
| Acheron (H45)             | 20 tháng 8 năm 1928    | 22 tháng 8 năm 1929    | 14 tháng 8 năm 1930    | Đắm do trúng mìn ngoài khơi đảo Wight, 17 tháng 12 năm 1940                                        |
| Hải quân Hoàng gia Canada |                        |                        |                        | |
| Saguenay (D79)            | 27 tháng 9 năm 1929    | 11 tháng 11 năm 1930   | 22 tháng 5 năm 1931    | Bị hư hại do va chạm 15 tháng 11 năm 1942, trở thành tàu huấn luyện; bán để tháo dỡ năm 1945       |
| Skeena (D59)              | 14 tháng 10 năm 1929   | 10 tháng 10 năm 1930   | 10 tháng 6 năm 1931    | Bị đắm tại Kollafjord, Iceland, 25 tháng 10 năm 1944                                               |